# Boninthemis
Boninthemis là một chi chuồn chuồn ngô thuộc họ Libellulidae. Chi có một loài, Boninthemis insularis (Matsumura, 1913).